# Sabine Reber
Sabine Reber (* 2. Februar 1970 in Bern) ist eine Schweizer Journalistin, Schriftstellerin und Gartenexpertin.

## Leben
Sabine Reber wuchs in Biel auf und studierte an der Universität Freiburg Journalistik und Kommunikationswissenschaft. Anschließend arbeitete sie als Reporterin und Kolumnistin und veröffentlichte diverse Bücher. Von 1997 bis 2004 lebte sie als freischaffende Autorin in Irland. Nach ihrer Rückkehr in die Schweiz lebte sie am Bielersee, wo sie als Kolumnistin, Buchautorin und Gartenexpertin arbeitete. Sie ist bekannt durch ihre Bücher und Kolumnen, darüber hinaus aber auch für ihren Gartenblog, ihre Videos für gartenvideo.com sowie für ihre Kurse und Fernsehauftritte.
Sabine Reber ist Chefredakteurin der Zeitschrift "Drogistenstern" in Biel sowie Inhaberin der Einzelfirma "Sabine Reber - Garten, Reisen, Texte" mit Sitz in der Genossenschaft Alte Feuerwehr Viktoria in Bern. Sie arbeitet als Publizistin und Buchautorin, bietet Gartenreisen, Kurse und Vorträge an, und nimmt gelegentliche Aufträge für Gartengestaltungen und Balkonprojekte an.
Sie ist Mitglied der Schriftstellervereinigung Autorinnen und Autoren der Schweiz, des Journalistenverbandes Impressum (Journalistin BR), des Schweizerischen Alpenclubs (SAC) Sektion Oldenhorn Gstaad, und der der Grünen Partei der Schweiz. Ausserdem engagiert sie sich in umweltpolitischen Fragen bei Mountain Wilderness, bei Protect Our Winters (POW) und beim Grimselverein.
Nach einer ersten Ehe mit dem Schriftsteller Hansjörg Schertenleib, dem Vater ihrer Tochter, ist sie heute mit dem Geografen, Wanderleiter und Autor Pascal Stern liiert.
Die Autorin lebt heute im Saanenland und in Bern.

## Werke

### Literarische Werke
- Die Schwester des Schattenkönigs. Roman. Kiepenheuer & Witsch, Köln 1998
- Blau. Roman. Reclam, Leipzig 2001
- Flug Zeug. Gedichte. Martin Wallimann, Alpnach 2001
- Die gefalteten Meere oder: Das Bellen der Rehe. Gedichte. Wallimann, Alpnach 2005
- Unter dem Kissen. Elf Erzählungen. Cosmos, Muri 2006
- Ins Feld geworfen. Gedichte. Wallimann, Alpnach 2011
- Die Falken und das Glück. Roman. Langen Müller, München 2012
- Im Garten der Wale. Roman. Elster, Zürich 2015
- Dreißig Worte für Schnee. Erzählungen und Gedichte. Elster, Zürich 2017

### Sachbücher
- Ein Gartenzimmer für mich allein. Den eigenen Garten gestalten und geniessen. Callwey, München 2006
- Traumpaare im Beet. Wer mit wem im Garten. Die schönsten Pflanzenkombinationen. Callwey, München 2007
- Endlich gärtnern! So bringen Sie Ihren Garten zum Blühen. Callwey, München 2009
- Meine Gärten zum Glück. Gartenroman, Callwey, München 2012
- Gärtnern – die neue Freiheit. BLV, München 2014
- Balkon-Starter. BLV, München 2015
- Veranda Junkies, Gartenbuch, mit Cornell Rüegg, AT Verlag Aarau, 2015
- Vom Beet in die Küche. AT, Aarau 2016
- Spitzfederich und Rosenspott. Elster, Zürich 2016
- Glücksorte im Berner Oberland, Reisebuch, zusammen mit Blanca Burri, Droste Verlag, Düsseldorf 2022
- Wandern für die Seele - Berner Oberland, Wanderbuch, Droste Verlag, Düsseldorf, 2022
- Der Essbare Garten, zusammen mit Markus Kobelt, Landliebe Verlag, Zürich, 2024

### Hörspiele
- Schneit es in Brasilien? SWR 2, 2000
- Der alte Gärtner und das Wasser. SWR 2, 2002

### Theater-Aufführungen
- Schneit es in Brasilien? UA Rottweil 2005

## Auszeichnungen (Auswahl)
(Quelle: A*dS)
- 1989: Zündschrift-Förderpreis
- 1997: Foglio-Preis für junge Literatur
- 1998: International Poetry Award
- 1999: Zentralschweizer Publikumspreis für Literatur
- 2000: Werkjahr Pro Helvetia